# Kuopioi repülőtér
A Kuopioi repülőtér (IATA: KUO, ICAO: EFKU) Finnország egyik nemzetközi repülőtere, amely Kuopio közelében található. Éves utasforgalma 126 083 fő (2022).

## Futópályák
A repülőtér futópályái:
- 15/33 (2800 m, 60 m, aszfalt)

## Forgalom
Az utasforgalom az elmúlt években az alábbi módon változott:
| Utasok száma | 274 852 | 291 361 | 267 760 | 332 202 | 250 564 | 284 405 | 260 364 | 235 411 | 243 529 | 126 083 |
|              | 1998    | 2001    | 2003    | 2006    | 2009    | 2011    | 2014    | 2017    | 2019    | 2022    |